# آن سول یانگ
آن سول یانگ (انگلیسی: Anne Sewell Young؛ ۲ ژانویه ۱۸۷۱ – ۱۵ اوت ۱۹۶۱) یک ستاره‌شناس آمریکایی بود. او به مدت ۳۷ سال استاد نجوم در کالج مونت هولیوک بود. تأثیر او بر برنامه نجوم در مونت هولیوک عمیق بود و بسیار فراتر از دوران فعالیتش به عنوان یکی از هشت عضو انجمن آمریکایی رصدکنندگان ستارگان متغیر (AAVSO) ادامه یافت.

## زندگی اولیه
آن سیول یانگ در ۲ ژانویه ۱۸۷۱ در بلومینگتون، ویسکانسین متولد شد. پدرش کشیش آلبرت آدامز یانگ و مادرش مری سیول بود. یانگ از خانواده‌ای با سنت قوی و ارتباط عمیق با نجوم برخاست. پدربزرگش، پروفسور آیرا یانگ، کرسی فلسفه طبیعی و نجوم را در کالج دارتموث داشت و پدربزرگ بزرگ و عمویش همگی از ستاره‌شناسان مورد احترام دارتموث بودند. حتی عموی بزرگش رصدخانه دارتموث را طراحی کرده بود.

## تحصیلات
او در سال ۱۸۹۲ مدرک کارشناسی (B.L.) را از کالج کارلتون در مینه‌سوتا دریافت کرد. سپس به والا والا، واشینگتن رفت و به مدت سه سال ریاضیات در کالج ویتمن تدریس کرد قبل از اینکه به کارلتون بازگردد و مدرک کارشناسی ارشد (M.S.) خود را در سال ۱۸۹۷ دریافت کند. او دکترای خود را در سال ۱۹۰۶ از دانشگاه کلمبیا اخذ کرد. رساله دکترای او به ارزیابی اندازه‌گیری‌های عکس‌های اولیه پرداخت و مشخص کرد که صورت فلکی برساووش دو برابر بیشتر از آنچه قبلاً تصور می‌شد ستاره دارد.

## حرفه
یانگ کار خود را در کالج مونت هولیوک در سال ۱۸۹۸ آغاز کرد. او به عنوان مدیر رصدخانه جان پایسون ویلیستون منصوب شد، جایی که برنامه رصدی برای ردیابی لکه‌های خورشیدی را سرپرستی می‌کرد. او رویدادهایی را در رصدخانه برای دانشجویان مونت هولیوک ترتیب داد و در سال ۱۹۲۵ برنامه‌ریزی کرد تا دانشجویان با قطار به مرکز کانتیکت بروند تا خورشیدگرفتگی کامل را مشاهده کنند. در سال ۱۹۲۹، یانگ دنباله‌دار 31P/شواسمن-وارچمن را با شیئی که در سال ۱۹۰۴ به اشتباه به عنوان سیاره کوچک «آدلاید» (A904 EB) شناسایی شده بود، مطابقت داد. یانگ با کمک جی اوتا از رصدخانه کیوتو در ژاپن، A904 EB را در دانشگاه کالیفرنیا ردیابی کرد.
یانگ علاقه‌ای ویژه به ستارگان متغیر داشت و در این مورد با ادوارد چارلز پیکرینگ، مدیر رصدخانه کالج هاروارد، مکاتبه می‌کرد. او یکی از هشت عضو مؤسس انجمن آمریکایی رصدکنندگان ستارگان متغیر (AAVSO) بود و در طول ۳۳ سال بیش از ۶۵۰۰ مشاهده ستاره متغیر به این سازمان ارائه داد. او در سال ۱۹۲۳ به عنوان رئیس این سازمان انتخاب شد.
یکی از نقاط برجسته دوران حرفه‌ای او سازماندهی یک قطار ویژه برای انتقال دانشجویان مونت هولیوک و سایر کالج‌های زنان به یک زمین گلف در کانتیکت برای مشاهده خورشیدگرفتگی کامل ۲۴ ژانویه ۱۹۲۵ بود.
چند سال بعد آخرین سال‌های فعالیت یانگ قبل از بازنشستگی در سال ۱۹۳۶ بود. او به روال عادی خود یعنی تدریس، انجام رصدها و سخنرانی برای گروه‌های نجوم آماتوری ادامه داد. آخرین گزارش سالانه بخش او از این واقعیت ابراز تاسف می‌کرد که از آنجا که دانشجویان دیگر ملزم به گذراندن ریاضیات نبودند، بی‌میلی فزاینده‌ای در میان بسیاری برای انتخاب دروس مرتبط با ارقام وجود داشت. او در پایان با تواضع گفت که اگرچه همیشه از آنچه امیدوار بود به دست آورد کوتاه آمده، اما دستاوردهایش عمدتاً به لطف حمایت همکارانش بوده است. او خوشحال بود که می‌تواند بخش را به دستان توانمند آلیس فارنزورث بسپارد.